# Ett mord i taget
Ett mord i taget (tyska: Achtsam Morden) är en tysk kriminal- och komediserie som hade premiär den 31 oktober 2024 på Netflix. Serien är baserad på Karsten Dusses roman med samma namn från 2024.

## Handling
Serien kretsar kring maffiaadvokaten Björn Diemel som testar mindfulness för att hitta en bättre balans mellan jobb och privatliv. Han upptäcker då nya sätt att hålla stressen i schack, vilket inkluderar mord.

## Rollista (i urval)
- Emily Cox – Katharina Diemel
- Tom Schilling – Björn Diemel
- Amer El-Erwadi – Murat
- Michael Ihnow